# Begraafplaats van Staden
De Begraafplaats van Staden is een gemeentelijke begraafplaats in de Belgische gemeente Staden. De begraafplaats ligt aan de De Carninstraat op 250 m ten noorden van het centrum (Sint-Jan den Doper-kerk). 
Links naast de ingang staan tien gedenkstenen voor de gesneuvelde Stadenaars uit de Eerste Wereldoorlog.

## Brits oorlogsgraf
Op de begraafplaats ligt het graf van Peter James Nankivell, luitenant bij de Royal Air Force Volunteer Reserve. Hij sneuvelde op 7 februari 1943 toen hij met zijn Typhoon boven Staden werd neergeschoten. Zijn graf staat bij de Commonwealth War Graves Commission genoteerd onder Staden Communal Cemetery en wordt onderhouden door de gemeente Staden.

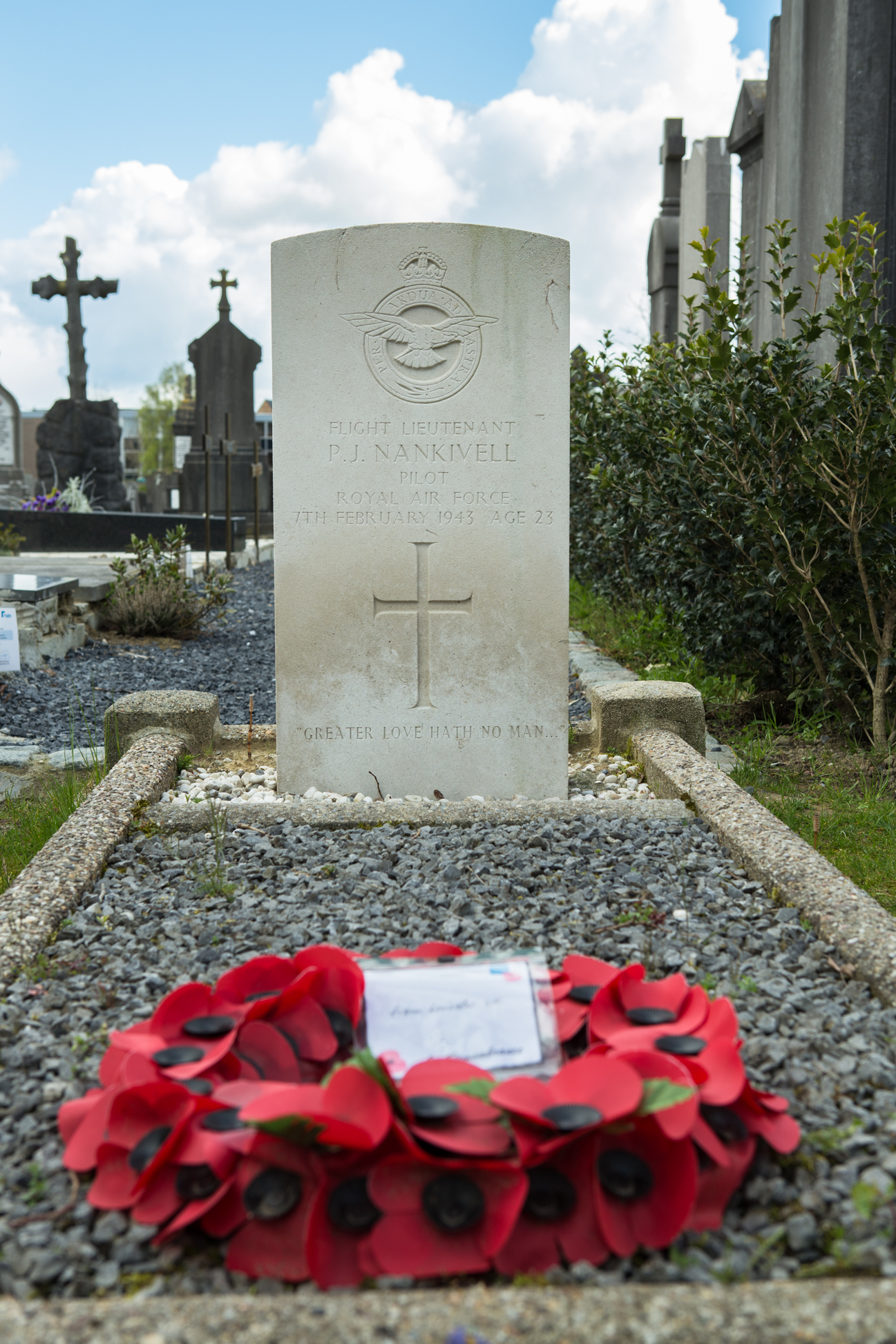
Graf van P.J.Nankivell